# Vanna Vinci
Vanna Vinci all’anagrafe Vanna Vinci (Cagliari, 30 aprile 1964) è una fumettista e illustratrice italiana.

## Biografia
Nel 1987, dopo essersi diplomata all'Istituto Europeo di Design di Milano, ha aperto a Cagliari insieme ad un'amica lo studio grafico Mow Mow.
La prima pubblicazione risale al 1990: due storie brevi riguardanti la mummia Naarik, sul giornale Fumo di China
Col tempo, all'attività di autrice, ha affiancato quella di illustratrice, lavorando con gli editori EL, Einaudi Ragazzi, Tam Tam, Arnoldo Mondadori Editore, Fabbri e scrivendo sulle pagine della cultura dell'Unità.
Nel 2011 ha collaborato con la Sergio Bonelli Editore (in realtà l'aveva fatto anche in passato, avendo disegnato alcune storie di Legs, lo spin off di Nathan Never: vedasi ad esempio le ministorie allegate agli Speciali e la storia "omaggio" su Hugo Pratt presente nel numero 50 di Legs). Ha scritto la sceneggiatura di una storia di Dylan Dog, "La villa degli amanti", pubblicata nel maggio dello stesso anno sul Dylan Dog Color Fest 6.
Nel 2019 ha curato le illustrazioni del libro Omero è stato qui (Bompiani) della scrittrice Nadia Terranova.
Ha insegnato all'Accademia di belle arti di Bologna e tiene lezioni anche nella scuola di fumetto Humpty Dumpty sempre nel capoluogo felsineo.

## Volumi a fumetti pubblicati
- Ombre (1997 Kappa Edizioni)
- Guarda che luna (1998 Kappa Edizioni)
- Gli adoratori di Osiride (1999 Sergio Bonelli Editore, per la serie Legs Weaver)
- Una casa a Venezia (1999 Kappa Edizioni)
- Paura negli abissi (2000 Sergio Bonelli Editore, per la serie Legs Weaver)
- Lillian Browne (2000 Kappa Edizioni)
- L'età selvaggia (2001 Kappa Edizioni)
- Viaggio sentimentale (2002 Kappa Edizioni)
- Aida al confine (2003 Kappa Edizioni)
- La bambina filosofica. Anatomia di uno sfacelo (2004 Kappa Edizioni Jet Lag)
- Sophia, la ragazza aurea (2005 Kappa Edizioni)
- La bambina filosofica. Pensieri, parole, opere, omissioni (2006 Kappa Edizioni Jet Lag)
- Sophia nella Parigi ermetica (2007 Kappa Edizioni)
- La bambina filosofica. Pillole di saggezza altrui (2007 Kappa Edizioni Jet Lag)
- La bambina filosofica. Pape Satàn aleppe (2008 Kappa Edizioni)
- Gatti neri, cani bianchi (2009 Kappa Edizioni)
- L'attrazione del buio – Due storie di vampiri (2009 Kappa Edizioni)
- Gatti neri, cani bianchi 2 - Lungo la strada (2010 Kappa Edizioni)
- La bambina filosofica. Houston, abbiamo un problema (2012 Rizzoli)
- La Casati. La musa egoista (2013 Rizzoli)
- La bambina filosofica. L'opera (quasi) omnia (2013 Rizzoli)
- Il richiamo di Alma (2014 Bao Publishing)
- Tamara de Lempicka. Icona dell'art déco (2015 Il Sole 24 Ore)
- Sophia (2015 Bao Publishing)
- La bambina filosofica. No future (2015 Bao Publishing)
- Frida Kahlo. Operetta amorale a fumetti (2016 Il Sole 24 Ore)
- Io sono Maria Callas (2018 Feltrinelli Comics)
- Parle moi d’amour vite esemplari di grandi libertine

(Feltrinelli Comics)
- la bambina filosofica, Come rendersi impopolari

(Feltrinelli Comics)

## Premi vinti come disegnatrice
- Premio Yellow Kid come Miglior Disegnatore (1999)
- Premio Romics per L'età selvaggia come miglior opera di scuola europea (2001)
- Premio “Gran Guinigi” a Lucca Comics come Miglior Disegnatore (2005)[2]
- premio Boscarato come miglior autore (Teviso comics) 2015